# باشگاه فوتبال شیکاگو فایر
شیکاگو فایر (به انگلیسی: Chicago Fire Soccer Club) یک تیم فوتبال در شهر شیکاگو در آمریکا است که در لیگ برتر فوتبال آمریکا (ام اس ال) بازی می‌کند.